# Perodua Viva
Perodua Viva — городской автомобиль, выпускавшийся с 2007 по 2014 год малайзийским автопроизводителем Perodua. Создан на базе Daihatsu Mira (L250). Название «Viva» происходит от итальянского слова viva, означающего «да здравствует».

## Описание
В 2006 году на Международном автосалоне KL International Motor Show 2006 был представлен концепт-кар, получивший название XX06. Серийно автомобиль начал выпускаться 10 мая 2007 года под названием Perodua Viva. Комплектации: 660cc EX (с механической трансмиссией), 850cc EX (с механической трансмиссией), 1.0L SX (с механической трансмиссией), 1.0L EZ (с автоматической трансмиссией), 1.0L SXi (с механической трансмиссией) и 1.0L EZi (с автоматической трансмиссией). Комплектации SX и EZ обозначались как «Standard», в то время как комплектации SXi и EZi обозначались как «Premium».
20 июля 2009 года в модельный ряд была добавлена комплектация 660 BX (с механической трансмиссией). В отличие от 660 EX, автомобиль не имел аудиоплеера + динамиков и системы сигнализации с центральным замком.
23 июля 2009 года были представлены варианты «Elite», заменившие 1.0 Standard и Premium. Обозначения: Elite MT (с механической трансмиссией), Elite AT (с автоматической трансмиссией) и Elite EZi (с автоматической трансмиссией).
В ноябре 2010 года была представлена модель Elite Exclusive Edition.
С июля 2012 года все модели Viva, включая 660 BX, поставлялись в стандартной комплектации с 2 подушками безопасности SRS, которые ранее были у моделей EZi.
В марте 2013 года в производство был запущен вариант Viva 1.0 S (с автоматической трансмиссией). Варианты Viva 660 EX (с механической трансмиссией) и Viva Elite EZi (с автоматической трансмиссией) были сняты с производства (прайс-лист был удалён с сайта Perodua).
15 сентября 2014 года Perodua Viva был снят с производства. Преемником стал Perodua Axia.
В марте—апреле 2015 года модель Viva была удалена с веб-сайта Perodua.

## Технические характеристики
Автомобили Perodua Viva приводились в движение двигателями EF-VE 660 (объём 659 см3, мощность 35 кВт (47 л. с.) при 7200 об/мин, крутящий момент 58 Н⋅м при 4400 об/мин), ED-VE 850 (объём 847 см3, мощность 39 кВт (52 л. с.) при 6000 об/мин, крутящий момент 76 Н⋅м при 4000 об/мин) и EJ-VE 1000 (объём 989 см3, мощность 45 кВт (60 л. с.) при 6000 об/мин, крутящий момент 90 Н⋅м при 3600 об/мин). Коробка передач — пятиступенчатая механическая или же четырёхступенчатая автоматическая.

## Галерея
- Perodua Viva 1.0 EZ (вид спереди)
- Perodua Viva 1.0 EZ (вид сзади)
- Perodua Viva Elite (вид спереди)
- Perodua Viva Elite (вид сзади)

## Продажи
| Год  | Малайзия |
| ---- | -------- |
| 2007 | 46,217   |
| 2008 | 67,582   |
| 2009 | 67,981   |
| 2010 | 69,045   |
| 2011 | 60,675   |
| 2012 | 56,586   |
| 2013 | 51,155   |
| 2014 | 28,805   |
| 2015 | 19       |